# DVD Forum
DVD Forum é uma organização internacional de empresas fabricante de software, hardware que usam ou desenvolvem e conteúdos para formatos de mídia nos formatos DVD e HD DVD. Foi mais conhecida como DVD Consortium quando criado em 1995.
Em 2007, o DVD Forum aprova o disco HD DVD com 51 GB de armazenamento. O novo tipo de disco é formado por três camadas de dados (triple-layer) de 17 GB cada. O disco foi desenvolvido pela Toshiba e apresentado em Janeiro, antes de ser submetido à avaliação do DVD Forum. Atualmente a Toshiba desistiu de incentivar o uso do HD DVD, abrindo caminho para o formato Blu-ray.

## Missão
Foi criado para facilitar a troca de informações e idéias sobre o formato de DVD, possibilitando seu crescimento por inovações e melhorias. Preza pela boa aceitação do DVD no mundo.

## Empresas fundadoras
Dez empresas fundaram o forum:
- Hitachi
- Matsushita
- Mitsubishi Electric Corporation
- Pioneer Electronic Corporation
- Royal Philips Electronics N.V.
- Sony Corporation
- Thomson
- Time Warner Inc.
- Toshiba Corporation
- Victor Company of Japan, Ltd. (JVC)

Em 2003 o forum já contava com 208 empresas. 

Em 2007, 195 empresas registradas.

Em 2008, 159 membros registrados.